# Michelmersh
Michelmersh est un village du Hampshire, en Angleterre.